# Shahin
Shahin ( perse : Shāhēn Vahūmanzādagān, probablement mort en 626) est un général sassanide sous le règne de Khosro II (590-628). Il est notamment fortement impliqué dans la guerre perso-byzantine de 602-628.

## Biographie

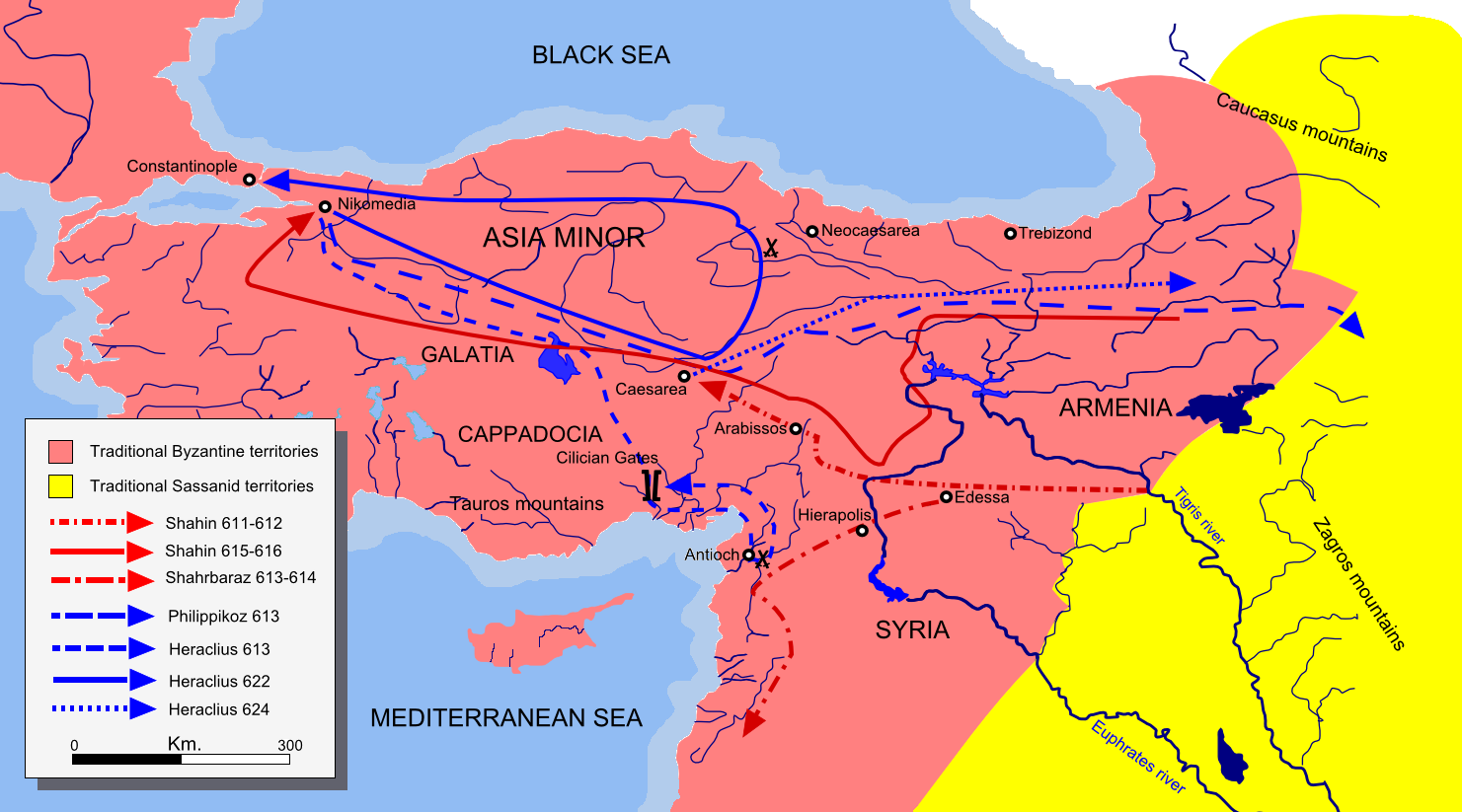
Carte des campagnes militaires de 611 à 624.

Shahin apparaît dans les sources en 602, au moment du déclenchement de la guerre contre l'Empire byzantin. Il dirige les forces d'invasion en Transcaucasie et remporte une victoire contre Domentziolus près de Théodosiopolis en 607 ou 608. Après avoir conquis l'Arménie byzantine, Shahin pénètre en Anatolie et s'empare de Césarée de Cappadoce. Néanmoins, des renforts byzantins commandés par Priscus l'assiègent dans la cité tout juste conquise. Shahin parvient à briser l'encerclement après avoir mis à sac Césarée, ce qui provoque le courroux d'Héraclius à l'encontre de son général, démis de ses fonctions. En 613, l'empereur byzantin en personne mène la contre-attaque jusqu'à Antioche mais est vaincu par les forces combinées de Shahin et de Schahr-Barâz, autre général sassanide de premier ordre. Leur victoire permet aux Perses de couper en deux l'Empire byzantin, dont la Syrie, la Palestine et l'Égypte sont désormais isolées du reste du territoire impérial. 
Vers le milieu des années 610, Shahin mène son armée au cœur de l'Anatolie, jusqu'à Chalcédoine, sur la rive asiatique du Bosphore. Il est donc à proximité directe de Constantinople où Héraclius tente désormais de négocier la paix. Il organise une rencontre avec Shahin qui accepte d'envoyer une ambassade auprès de son souverain. Selon les chroniqueurs de l'époque, Khosro rejette sans discuter les offres de paix d'Héraclius et, plus encore, accuse son général d'avoir raté l'occasion de s'emparer de son adversaire. Nicéphore Ier de Constantinople, qui écrit au IXe siècle, affirme que Shahin est écorché vif et que sa peau, tannée, est utilisée pour faire un sac. Néanmoins, ce récit est fictif et ne concorde pas avec celui de Théophane le Confesseur qui indique que Shahin continue de diriger ses troupes pendant plusieurs années. 
En 622, Héraclius opte pour une stratégie audacieuse et agressive. Il profite de l'incapacité des Perses à tenir durablement l'Asie Mineure pour se rendre jusqu'aux portes du Caucase où il rassemble et entraîne les débris des différentes armées byzantines préexistantes. Pendant plusieurs années, il va mener une intense guerre de mouvement sur les arrières des forces d'invasion perses et à proximité directe du cœur du pouvoir sassanide, notamment de sa capitale Ctésiphon. En 624, il se réfugie dans l'Albanie du Caucase et à la fin de l'hiver, se met de nouveau en campagne. Cette fois, Khosro envoie trois armées le pourchasser, dont l'une est dirigée par Shahin. Il reçoit l'ordre de tenir la région de Bitlis et les cols qui l'environnent mais les trois armées perses ne parviennent pas à se coordonner efficacement. Héraclius parvient à les engager séparément.